# Phủ nhận biến đổi khí hậu

Những nghiên cứu phủ nhận quá trình ấm lên toàn cầu do con người gây nên được kiểm duyệt bởi hội đồng chuyên gia là gần như không tồn tại trong khoảng 2013-14. Hơn 99.99% tác giả không xuất bản những phản đối.

Phủ nhận biến đổi khí hậu, hoặc phủ nhận quá trình ấm lên toàn cầu, là một phần của cuộc tranh luận về ấm lên toàn cầu. Nó liên quan đến việc phủ nhận, gạt bỏ, nghi ngờ vô căn cứ hoặc những quan điểm trái ngược đi chệch khỏi ý kiến khoa học về biến đổi khí hậu, bao gồm cả việc liệu nó có bị gây ra bởi con người, tác động của nó vào thiên nhiên và xã hội loài người, hoặc tiềm năng của việc thích ứng với sự ấm lên toàn cầu bởi các hoạt động của con người. Trong cuộc tranh luận về ấm lên toàn cầu, một vài nhà phủ nhận có đồng tình với thuật ngữ này, nhưng những người khác thường ưa thích thuật ngữ chủ nghĩa hoài nghi biến đổi khi hậu hơn, trong khi đó các nhà khoa học nghĩ rằng thật "không thích hợp khi cho phép những kẻ phủ nhận [việc ấm lên toàn cầu do con người gây ra] đeo cái mác của những người theo chủ nghĩa hoài nghi"; kết quả là, hai thuật ngữ này đã tạo ra một luồng những quan điểm liên tục, chồng chéo, và thường có cùng một tính chất: cả hai đều phủ nhận, ít hay nhiều, những ý kiến khoa học chính thống về biến đổi khí hậu. Những người phủ nhận biến đổi khí hậu cũng có thể là chưa bộc lộ ra, khi mà có những cá nhân hoặc nhóm xã hội chấp nhận khoa học nhưng lại thất bại trong việc chấp nhận và đương đầu với nó hoặc là thất bại trong việc biến sự chấp nhận của mình thành hành động. Nhiều nghiên cứu về khoa học xã hội đã phân tích các quan điểm này như là những dạng thức của chủ nghĩa phủ nhận.
Vận động để làm suy yếu sự tin tưởng của dư luận đối với khoa học khí hậu đã được miêu tả là "cỗ máy phủ nhận" được sản xuất ra bởi những lợi ích công nghiệp, chính trị và tư tưởng, và được ủng hộ bởi truyền thông bảo thủ và những blogger đa nghi nhằm tạo ra sự không chắc chắn về hiện tượng ấm lên toàn cầu. Trong các cuộc tranh cãi công khai, các cụm từ như chủ nghĩa hoài nghi khí hậu đã được sử dụng thường xuyên với cùng một ý nghĩa với chủ nghĩa phủ nhận khí hậu. Các danh hiệu này vẫn đang bị tranh cãi: những người thường xuyên thách thức khoa học khí hậu thường tự gọi họ là "những người hay hoài nghi", nhưng nhiều người không đồng ý với những tiêu chuẩn chung của chủ nghĩa hoài nghi khoa học và, mặc kệ các chứng cứ, khăng khăng phủ nhận vai trò của con người trong việc gây ra sự ấm lên toàn cầu.
Mặc dù quan điểm khoa học về biến đổi khí hậu nêu rõ rằng hoạt động của con người rất có khả năng là nguyên nhân chính của biến đổi khí hậu, các chính sách để đối phó với hiện tượng ấm lên toàn cầu đã bị ảnh hưởng bởi những người phủ nhận biến đổi khí hậu, cản trở những nỗ lực nhằm ngăn chặn biến đổi khí hậu và thích nghi với việc khí hậu ấm lên. Những người phủ nhận thường sử dụng những chiến thuật hùng biện để tạo ra những cuộc tranh luận khoa học trong khi chúng không hề tồn tại.
Trong số các quốc gia trên thế giới, ngành công nghiệp phủ nhận biến đổi khí hậu thịnh hành nhất ở Hoa Kỳ. Kể từ tháng 1 năm 2015, Ủy ban Công chính và Môi trường Thượng viện Hoa Kỳ đã được đứng đầu bởi nhà vận động hành lang và người phủ nhận khí hậu Jim Inhofe, người nổi tiếng đã gọi biến đổi khí hậu là "trò lừa bịp vĩ đại nhất từng biểu diễn với người Mỹ" và tuyên bố lật tẩy nó năm 2015 khi ông ta mang theo một quả bóng tuyết và ném nó xuống sàn Thượng viện. Những cuộc vận động được tổ chức nhằm làm suy yếu lòng tin của dư luận vào khoa học khí hậu được liên kết với những chính sách kinh tế bảo thủ và được ủng hộ bởi những lợi ích công nghiệp chống lại quy định về phát thải CO2. Phủ nhận biến đổi khí hậu đã được gắn liền với các nhà vận động hành lang cho nhiên liệu hóa thạch, Anh em nhà Koch, những người ủng hộ công nghiệp và các nhà chính sách theo chủ nghĩa tự do cá nhân, thường ở Hoa Kỳ. Hơn 90% các bài viết hoài nghi về biến đổi khí hậu có nguồn gốc từ các nhà chính sách cánh hữu.
Tổng thu nhập hàng năm của những tổ chức hoạt động chống lại biến đổi khí hậu này là khoảng 900 triệu USD. Giữa năm 2002 và 2010, gần 120 triệu USD (77 triệu bảng Anh) đã được quyên góp nặc danh thông qua Donors Trust và Donors Capital Fund tới hơn 100 tổ chức theo đuổi việc phá hoại nhận thức của công chúng về khoa học biến đổi khí hậu. Trong năm 2013 Trung tâm Truyền thông và Dân chủ báo cáo rằng Mạng lưới Chính sách Quốc gia (State Policy Network - SPN), một nhóm bình phong gồm 64 nhà chính sách Mỹ, đã vận động thay mặt những tập đoàn lớn và những nhà tài trợ bảo thủ để phản đối luật biến đổi khí hậu.
Kể từ cuối những năm 1970, các công ty dầu mỏ đã công bố nghiên cứu rộng rãi phù hợp với những quan điểm chung về sự ấm lên toàn cầu. Mặc dù vậy, các công ty dầu mỏ đã tổ chức một chiến dịch phủ nhận biến đổi khí hậu để gieo rắc những thông tin được đưa ra nhằm đánh lạc hướng dư luận trong nhiều thập kỷ, dẫn tới những so sánh của chiến lược này với việc phủ nhận có tổ chức những mối nguy khi hút thuốc lá của các công ty thuốc lá.

## Thuật ngữ

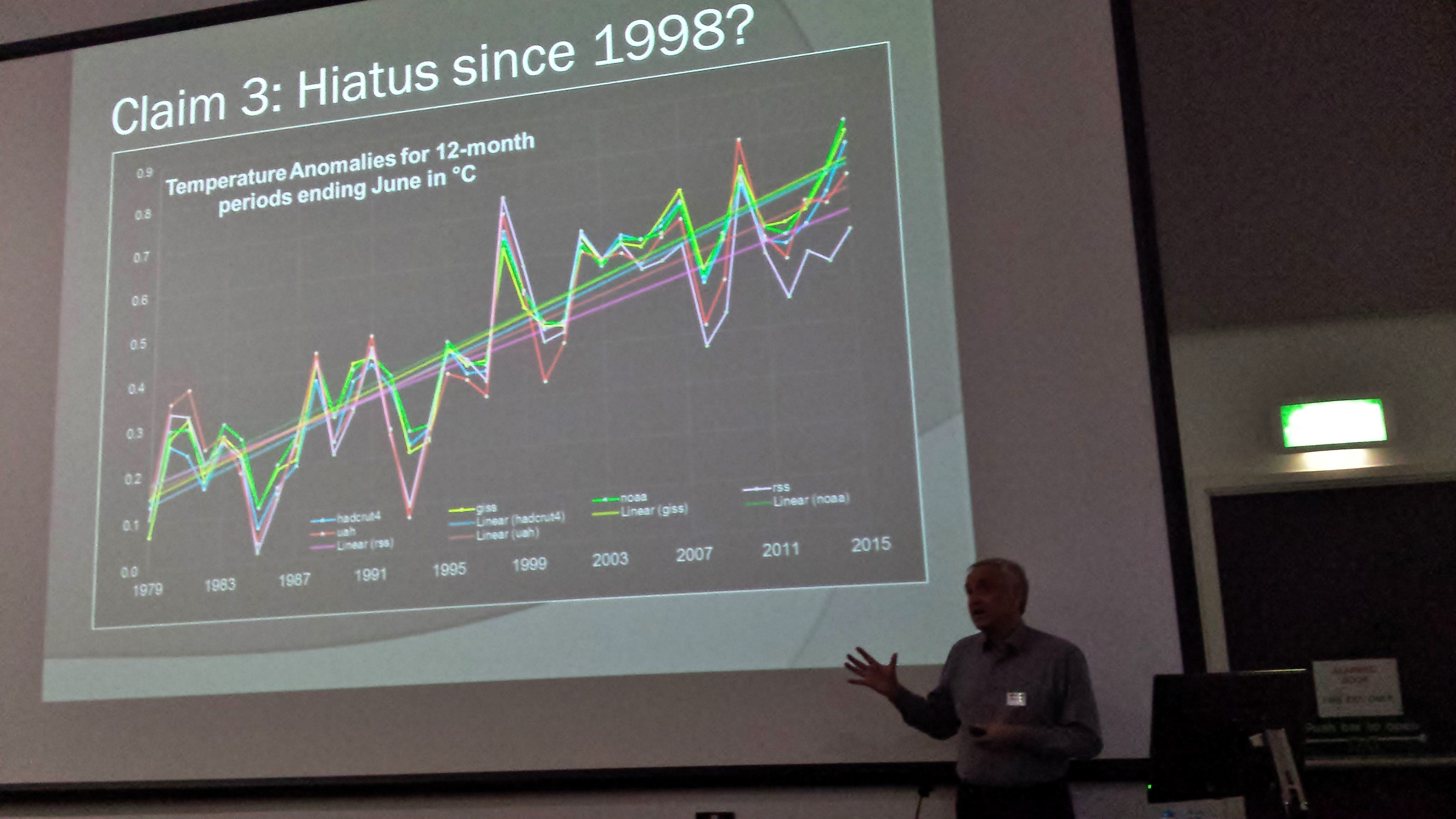
Amardeo Sarma thuyết giảng về chủ nghĩa phủ nhận biến đổi khí hậu và năng lượng thế giới trong tương lai và những vấn đề về môi trường tại Hội nghị Những người theo chủ nghĩa hoài nghi châu Âu năm 2015

"Chủ nghĩa hoài nghi biến đổi khí hậu" và "phủ nhận biến đổi khí hậu" ám chỉ sự phủ nhận, gạt bỏ hoặc nghi ngờ vô căn cứ những sự đồng thuận khoa học về tốc độ và mức độ ấm lên toàn cầu, tầm quan trọng của nó, và mối liên hệ của nó với hành vi của loài người, toàn bộ hoặc từng phần. Mặc dù có những sự phân biệt giữa chủ nghĩa hoài nghi, thứ chỉ việc nghi ngờ sự thật của một khẳng định, với việc phủ nhận hoàn toàn sự thật của một khẳng định, trong các cuộc tranh luận công khai, những cụm từ như "chủ nghĩa hoài nghi khí hậu" đã được sử dụng thường xuyên với cùng một ý nghĩa với chủ nghĩa phủ nhận hoặc chủ nghĩa chống lại biến đổi khí hậu.
Thuật ngữ này xuất hiện vào những năm 1990. Mặc dù tất cả các nhà khoa học đều đồng tình rằng chủ nghĩa hoài nghi khoa học là một phần vốn có của quá trình, tới giữa tháng 11 năm 1995, từ "những người theo chủ nghĩa hoài nghi" (skeptic) đã được sử dụng chính xác cho một bộ phận nhỏ những người công bố các quan điểm trái ngược với sự đồng thuận khoa học. Bộ phận nhỏ các nhà khoa học này giới thiệu quan điểm của họ trong những bài phát biểu công khai và truyền thông, chứ không phải với cộng đồng khoa học. Việc sử dụng này tiếp tục. Trong bài viết tháng 12 năm 1995 của mình The Heat is On: The warming of the world's climate sparks a blaze of denial (tạm dịch: Hơi nóng lan tỏa: Khí hậu ấm lên tạo ra một làn sóng phủ nhận), Ross Gelbspan nói nền công nghiệp đã thuê "một ban nhạc nhỏ những người theo chủ nghĩa hoài nghi" để làm rối ý kiến của dư luận trong một "chiến dịch phủ nhận dai dẳng và được tài trợ tốt". Cuốn sách The heat is on năm 1997 của ông có thể là thứ đầu tiên tập trung chính xác vào chủ đề này. Trong đó, Gelbspan đã thảo luận về một "sự phủ nhận lan tỏa của quá trình ấm lên toàn cầu" trong một "chiến dịch phủ nhận và đàn áp dai dẳng" liên quan đến "những tài trợ bí mật của những 'nhà hoài nghi nhà kính' " (greenhouse skeptic) với "những nhà hoài nghi khí hậu" gây khó hiểu cho công chúng và gây ảnh hưởng đến những người ra quyết định. Một bộ phim khoa học tháng 11 năm 2006 của Đài CBC trong chiến dịch này đã được mang tên "Cỗ máy phủ nhận". Trong năm 2007 nhà báo Sharon Begley đã đưa tin về "cỗ máy phủ nhận", một cụm từ mà sau đó đã được sử dụng bởi các học giả.
Ngoài việcphủ nhận dứt khoát, các nhóm xã hội đã bày tỏ một sự phủ nhận tiềm ẩn bằng cách chấp nhận sự đồng thuận khoa học, nhưng thất bại trong việc chấp nhận và đương đầu với hệ quả của nó hoặc thất bại trong việc hành động để làm giảm vấn đề. Điều này đã được minh họa trong nghiên cứu của Kari Norgaard về một ngôi làng ở Na Uy bị ảnh hưởng bởi biến đổi khí hậu, tại đó người dân chuyển hướng sự chú ý của mình đến các vấn đề khác.
Thuật ngữ này đang gây tranh cãi: hầu hết những người tích cực phủ nhận sự đồng thuận khoa học sử dụng các thuật ngữ người hoài nghi và chủ nghĩa hoài nghi biến đổi khí hậu, và chỉ một vài người đã bày tỏ sự ưa thích khi được gọi là những người phủ nhận (denier), nhưng từ "chủ nghĩa hoài nghi" (skepticism) đã bị sử dụng không chính xác, vì chủ nghĩa hoài nghi khoa học là một phần thuộc về bản chất trong phương pháp luận khoa học. Thuật ngữ người đi ngược trào lưu (contrarian) thì cụ thể hơn, nhưng lại được sử dụng ít thường xuyên hơn. Trong văn học và báo chí hàn lâm, thuật ngữ phủ nhận biến đổi khí hậu và những người phủ nhận biến đổi khí hậu có cách sử dụng được xây dựng tốt với tư cách là những thuật ngữ mô tả, không có bất cứ mục đích xấu nào. Cả Trung tâm Giáo dục Khoa học Quốc gia và nhà sử học Spencer R. Weart nhận ra rằng cả hai lựa chọn đều còn phải bàn, nhưng đã quyết định sử dụng "phủ nhận biến đổi khí hậu" thay vì "chủ nghĩa hoài nghi".
Những thuật ngữ liên quan đến chủ nghĩa phủ nhận đã bị chỉ trích vì mang đến một giọng điệu đạo đức, và có khả năng ám chỉ một mối liên quan với Phủ nhận cuộc diệt chủng Holocaust. Đã có tuyên bố rằng mối liên quan này là cố ý, điều này đã bị các học giả tranh cãi gay gắt. Từ "phủ nhận" đã được sử dụng lâu trước vụ diệt chủng, và thường được áp dụng trong các lĩnh vực khác như chủ nghĩa phủ nhận HIV/AIDS: tuyên bố này được John Timmer thuộc Ars Technica miêu tả rằng chính nó là một hình thức của sự phủ nhận.
Vào tháng 12 năm 2014, một bức thư mở từ Ủy ban Yêu cầu Hoài nghi (Committee for Skeptical Inquiry) đã kêu gọi truyền thông ngưng sử dụng thuật ngữ "chủ nghĩa hoài nghi" khi nhắc tới việc phủ nhận biến đổi khí hậu. Họ chỉ ra sự khác nhau giữa sự hoài nghi khoa học–thứ là "nền tảng cho các phương pháp khoa học"–với sự phủ nhận–"một sự bác bỏ đầy suy diễn các ý tưởng mà không có sự cân nhắc một cách khách quan", và các hành vi của những người liên quan tới những cố gắng chính trị hòng làm suy yếu khoa học khí hậu. Họ nói "Không phải tất cả các cá nhân tự gọi mình là người hoài nghi biến đổi khí hậu là những người phủ nhận. Nhưng hầu như tất cả những kẻ phủ nhận đã tự coi mình là người hoài nghi một cách đầy sai lầm. Vì phạm phải lỗi sử dụng sai thuật ngữ này, các nhà báo đã ban sự tín nhiệm không xứng đáng cho những kẻ bác bỏ khoa học và việc thẩm tra khoa học." Bức thư được nhóm ủng hộ Face the Facts sử dụng như là cơ sở cho một đơn thỉnh cầu trực tuyến tới các hãng truyền thông tin tức. Vào tháng 6 năm 2015 Media Matters for America đã bị Public Editor của tờ New York Times nói rằng tờ báo này đang có xu hướng sử dụng ngày căng tăng cụm từ "người phủ nhận" khi "ai đó thách thức khoa học có uy tín", nhưng đánh giá điều này trên cơ sở cá nhân mà không có một đường lối cố định nào, và sẽ không sử dụng thuật ngữ khi một người nào đó "kiểu như nhạt nhẽo về chủ đề này hoặc còn lưỡng lự." Giám đốc điều hành của Society of Environmental Journalists nói rằng trong khi có những hoài nghi hợp lý về các vấn đề cụ thể, cô cảm thấy rằng những người phủ nhận là "thuật ngữ chính xác nhất khi có ai đó tuyên bố không có cái gì gọi là ấm lên toàn cầu hết, hoặc đồng ý rằng nó tồn tại, nhưng phủ nhận rằng nó có bất kỳ nguyên nhân gì chúng ta có thể hiểu, hay bất cứ tác động gì có thể đo đếm được."

## Lịch sử

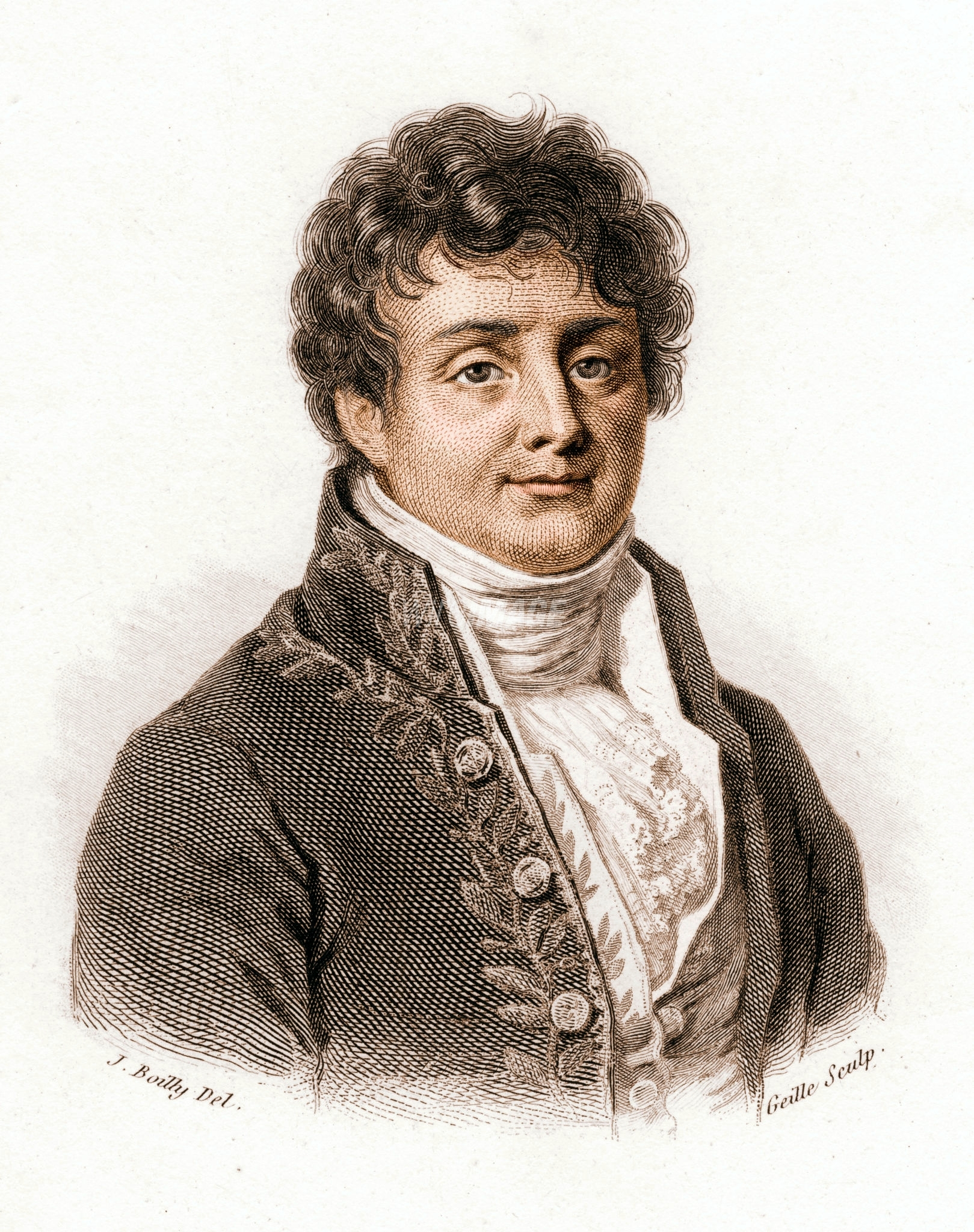
Joseph Fourier được coi là người đầu tiên khám phá ra hiệu ứng nhà kính vào năm 1824, bắt đầu những nghiên cứu khoa học về ảnh hưởng của các khí nhà kính gia tăng trong không khí.

Nghiên cứu về những ảnh hưởng của CO2 đối với khí hậu bắt đầu từ thế kỷ 19; Joseph Fourier phát hiện ra "hiệu ứng nhà kính" trong khí quyển năm 1824, và vào năm 1860, John Tyndall định lượng tác động của mỗi loại khí. Giải thích tiềm năng này về kỷ băng hà đã được điều tra bởi Svante Arrhenius, người đã xuất bản nghiên cứu năm 1896 cho thấy rằng một sự tăng theo cấp số nhân của khí CO2 sẽ gây ra một sự tăng sự tăng theo cấp số cộng của nhiệt độ. Ông cho rằng việc đốt than có thể gây ra hiệu ứng này,và trong một bài viết năm 1938, Guy Stewart Callendar đưa ra bằng chứng rằng điều này đã đang xảy ra rồi. Cả hai coi điều này là một khả năng tốt.
Nghĩa vụ quân sự trong những năm 1940 và 1950 đã hỗ trợ nghiên cứu khoa học đối với môi trường. Họ cơ bản quan tâm đến những dữ liệu tác chiến và tiềm năng chiến tranh, nhưng cũng để ngỏ cho các khám phá khoa học hàn lâm. Ví dụ, Gilbert Plass làm việc trên sự truyền bức xạ qua bầu khí quyển cho hệ thống vũ khí, và "vào buổi tối" ông viết những bài cung cấp động lực mới cho thuyết hiệu ứng nhà kính. Nhà hải dương học Roger Revelle đóng một vai trò quan trọng; bài viết năm 1957 đồng tác giả với Hans Suess đã lật đổ giả thuyết rằng đại dương sẽ nhanh chóng hấp thụ khí CO2 tăng lên, và đã được mô tả là "phát đạn khai màn cho cuộc tranh luận về ấm lên toàn cầu". Revelle đã nhanh chóng thông báo cho cả dân chúng và các quan chức chính phủ về những rủi ro, tuyên truyền đề tài của mình rằng "Khi chúng ta tiêu thụ nhiên liệu hóa thạch với một tốc độ chóng mặt, nền văn minh của chúng ta đang tiến hành một thí nghiệm khoa học hoành tráng." Trong những thập kỷ tiếp theo, những mối quan tâm trong dư luận và cộng đồng khoa học về vấn đề này và các vấn đề môi trường khác đã tăng lên. Ngày càng cần nhiều nghiên cứu hơn, và chúng được thực hiện bởi những cơ quan mới bao gồm NASA và NOAA, nhưng nguồn tài trợ trở nên không thường xuyên. Báo cáo Charney năm 1979 xem xét lại tình trạng của việc nghiên cứu khí hậu, kết luận rằng sự ấm lên thực sự đã diễn ra, và "đại dương, vô lăng tuyệt vời và cần cù của hệ thống khí hậu toàn cầu, được mong đợi có thể làm chậm quá trình biến đổi khí hậu có thể quan sát được. Một đường lối hành động chờ đợi-và-xem có thể có nghĩa là chờ đợi cho đến khi quá muộn."
Một phản ứng bảo thủ được dưng lên, phủ nhận các mối lo ngại về môi trường, thứ có thể dẫn tới các đạo luật của chính phủ. Với nhiệm kỳ làm tổng thống của Ronald Reagan năm 1981, ấm lên toàn cầu trở thành một vấn đề chính trị, với những kế hoạch tức thời nhằm cắt giảm chi tiêu cho các nghiên cứu môi trường, cụ thể là liên quan tới khí hậu, và ngừng tài trợ cho việc kiểm soát CO2. Reagan bổ nhiệm James B. Edwards làm Bộ trưởng Năng lượng, người này đã nói rằng không có một vấn đề ấm lên toàn cầu thực sự nào cả. Nghị sĩ Al Gore đã nghiên cứu dưới Revelle và nhận thức được khoa học đang phát triển: ông gia nhập những người khác trong việc sắp xếp các cuộc xét xử cuộc hội từ năm 1981 trở đi, với các nhân chứng là các nhà khoa học bao gồm Revelle, Stephen Schneider và Wallace Smith Broecker. Các cuộc xét xử nhận được đủ sự chú ý của công chúng để làm giảm việc cắt giảm tài trợ cho các cuộc nghiên cứu về khí quyển. Một cuộc tranh luận đảng chính trị phân cực đã phát triển. Vào năm 1982 Sherwood B. Idso đã xuất bản cuốn sách Carbon Dioxide: Friend or Foe? trong đó nói rằng việc tăng CO2 sẽ không làm hành tinh ấm lên, thay vào đó sẽ làm hoa màu tươi tốt và là "thứ gì đó đáng khuyến khích thay vì bị ngăn chặn", trong khi đó phàn nàn rằng giả thuyết của mình đã bị bác bỏ bởi "lực lượng khoa học". Một báo cáo của Cơ quan Bảo vệ Môi trường (gọi tắt là EPA) vào năm 1983 đã nói rằng hiện tượng ấm lên toàn cầu "không phải là một vấn đề trên lý thuyết mà là một mối đe dọa mà ảnh hưởng của nó sẽ có thể cảm nhận thấy trong vài năm tới", với những hậu quả "khôn lường" tiềm tàng. Chính phủ của Tổng thống Reagan phản ứng lại bằng cách gọi báo cáo này là"gieo giắc nỗi sợ hãi", và cuộc tranh chấp này được đưa tin rộng rãi. Sự chú ý của dư luận quay sang những vấn đề khác, rồi phát hiện về lỗ thủng tầng ôzôn ở cực vào năm 1985 đã mang tới một sự hưởng ứng toàn cầu nhanh chóng. Với công chúng, lỗ thủng tầng ôzôn có liên quan tới biến đổi khí hậu và trách nhiệm của những hành động hiệu quả, nhưng sự quan tâm của tin tức đã dần phai đi.
Sự chú ý của công chúng được làm mới lại giữa những cơn hạn hán và sức ấm của mùa hè khi James Hansen làm chứng cho một phiên xét xử của Quốc hội vào ngày 23 tháng 6 năm 1988, tuyên bố một cách tự tin rằng sự ấm lên lâu dài đang xảy ra đồng thời với sự ấm lên gay gắt trong vòng 50 năm tới, và cảnh báo khả năng xảy ra bão và lũ lụt. Sự chú ý của truyền thông đã tăng lên: cộng đồng khoa học đã đạt được đồng thuận rộng rãi rằng khí hậu đang ấm lên, hoạt động của con người rất có khả năng là nguyên nhân chính, và sẽ có những hậu quả nghiêm trọng nếu xu hướng khí hậu này không bị kìm hãm lại. Những sự thật này đã thúc đẩy các cuộc thảo luận về những đạo luật mới liên quan tới lĩnh vực môi trường, thứ bị phản đối bởi ngành công nghiệp nhiên liệu hóa thạch.
Từ năm 1989 trở đi những tổ chức được công nghiệp tài trợ bao gồm Liên minh Khí hậu Toàn cầu (Global Climate Coalition) và Viện George C. Marshall đã theo đuổi việc lan truyền nghi ngờ trong công chúng, trong một chiến dịch đã được phát triển từ trước bởi ngành công nghiệp thuốc lá. Một nhóm nhỏ các nhà khoa học phản đối sự đồng thuận đối với vấn đề ấm lên toàn cầu trở nên dính líu tới chính trị, và với sự ủng hộ từ các lợi ích chính trị bảo thủ, bắt đầu xuất bản sách và báo thay vì trong tạp chí khoa học. Spencer Weart coi thời kỳ này là thời điểm mà những hoài nghi chính đáng về những khía cạnh cơ bản của khoa học khí hậu đã không còn hợp lý nữa, và những  kẻ tuyên truyền sự mất lòng tin về những vấn đề này đã trở thành những kẻ phủ nhận. Khi lập luận của họ đang ngày càng bị bác bỏ bởi cộng đồng khoa học và những dữ liệu mới, những người phủ nhận quay sang các lập luận chính trị, tạo ra các cuộc tấn công cá nhân vào danh tiếng của các nhà khoa học, và tích cực ủng hộ ý tưởng về một âm mưu ấm lên toàn cầu..
Với sự sụp đổ của chủ nghĩa cộng sản năm 1989 và sự vươn ra quốc tế của các hoạt động vì môi trường tại Hội nghị thượng đỉnh Trái Đất Rio năm 1992, sự chú ý của các viện chính sách bảo thủ Hoa Kỳ, thứ đã được tạo ra vào những năm 1970 như một biện pháp đối phó vận dụng trí óc của chủ nghĩa xã hội, đã chuyển từ "nỗi sợ đỏ" (nỗi sợ cộng sản) sang "nỗi sợ xanh lá"  (nỗi sợ các hoạt động vì môi trường), thứ mà họ coi là một mối đe dọa cho mục tiêu tài sản tư nhân, nền kinh tế thị trường thương mại tự do và chủ nghĩa tư bản toàn cầu của họ. Như là một biện pháp đối phó, họ sử dụng chủ nghĩa hoài nghi môi trường để thúc đẩy sự chối bỏ thực tại các vấn đề chẳng hạn như việc mất đa dạng sinh học và biến đổi khí hậu.
Vào năm 1992, một báo cáo của EAP liên kết hút thuốc thụ động với ung thư phổi. Ngành công nghiệp thuốc lá thuê công ty quan hệ công chúng APCO Worldwide, thiết lập ra một chiến lược gồm các chiến dịch astroturfing nhằm gieo rắc sự nghi ngờ về khoa học, bằng cách liên kết mối lo âu hút thuốc với các vấn đề khác, bao gồm cả vấn đề ấm lên toàn cầu, nhằm mục đích biến các ý kiến công luận chống lại sự kêu gọi chính quyền can thiệp. Chiến dịch này miêu tả những mối quan ngại của công chúng là "nỗi sợ hãi vô căn cứ" được cho là chỉ dựa trên "khoa học rác" trái ngược với "khoa học âm thanh" của họ, và thực hiện thông qua các nhóm đằng trước, chủ yếu là sự Advancement of Sound Science Center (TASSC) và trang web Junk Science của nó, điều hành bởi Steven Milloy. Một thư báo của công ty thuốc lá đã bình luận rằng "Nghi ngờ là sản phẩm của chúng tôi vìđó là cách tốt nhất để cạnh tranh với 'số lượng các sự thật' tồn tại trong tâm trí của công chúng. Nó cũng là phương tiện để thiết lập một cuộc tranh cãi." Trong những năm 1990, các chiến dịch thuốc lá tắt ngóm, và TASSC bắt đầu nhận tài trợ từ các công ty dầu bao gồm cả Exxon. Trang web của nó bắt đầu tập trung vào tung ra "gần như tất cả các loại phủ nhận biến đổi khí hậu mà đã tìm được đường thâm nhập vào báo chí phổ biến."
Vào thập niên 90, Viện Marshall bắt đầu vận động chống lại các đạo luật đang tăng lên về các vấn đề môi trường ví dụ như Mưa axít, Sự suy giảm ôzôn, hút thuốc lá thụ đồng, và sự nguy hiểm của DDT. Trong mỗi trường hợp, lý luận của họ là khoa học quá không chắc chắn để bào chữa cho bất cứ sự can thiệp nào của chính phủ, một chiến lược mượn từ những nỗ lực trước đây nhằm làm giảm tầm quan trọng của các tác động tới sức khỏe của thuốc lá vào thập niên 80. Chiến dịch vận động này tiếp tục trong vòng hai thập kỷ tiếp theo.
Những nỗ lực này thành công trong việc gây tác động tới nhận thức của công chúng về khoa học khí hậu. Từ năm 1988 tới thập niên 90, các cuộc bàn luận công khai chuyển từ khoa học và dữ liệu của biến đổi khí hậu sang chính trị và những cuộc tranh luận xoay quanh.
Chiến dịch lan truyền nghi ngờ tiếp tục vào những năm 1990, bao gồm cả một chiến dịch quảng cáo được tài trợ bởi những người ủng hộ ngành công nghiệp than, chủ trương "xác định lại vị trí của ấm lên toàn cầu: là một lý thuyết chứ không phải là thực tế," và một lời đề nghị năm 1998 được viết bởi những American Petroleum Institute (Viện dầu khí Hoa Kỳ) với ý định tuyển mộ các nhà khoa học để thuyết phục các nhà chính trị, truyền thông và công chúng rằng khoa học khí hậu quá là không đáng tin cậy để để đảm bảo cho các quy định về môi trường. Đề nghị này bao gồm một chiến lược đa điểm trị giá 5 triệu USD nhằm "tối đa hóa tác động của các quan điểm khoa học phù hợp với quan điểm của chúng ta tại Quốc hội, truyền thông và những đối tượng quan trọng khác", với mục tiêu "tạo ra những câu hỏi về và đào sâu vào 'kiến thức khoa học thịnh hành'".
Năm 1998, Gelbspan nhận thấy rằng rằng những nhà báo đồng nghiệp của ông chấp nhận rằng sự ấm lên toàn cầu đang xảy ra, nhưng lại nói rằng họ đang ở trong quá trình phủ nhận khủng hoảng khí hậu 'giai đoạn-hai'", không thể chấp nhận sự khả thi của các câu trả lời cho vấn đề. Một cuốn sách tiếp theo của Milburn và Conrad về Chính trị của sự phủ nhận mô tả "các thế lực kinh tế và tâm lý" tạo ra sự phủ nhận các đồng thuận về vấn đề ấm lên toàn cầu.
Những nỗ lực của các tổ chức phủ nhận biến đổi khí hậu được công nhận như là một chiến dịch có tổ chức bắt đầu từ những năm 2000. Riley Dunlap và Aaron McCright đóng một vai trò quan trọng trong sự chuyển dịch này khi họ cho xuất bản một bài báo vào năm 2000 nghiên cứu mối quan hệ giữa các nhà chính sách bảo thủ và phủ nhận biến đổi khí hậu.
Điểm Sôi của Gelbspan, xuất bản năm 2004, trình bày chi tiết về các chiến dịch của nền công nghiệp nhiên liệu hóa thạch nhằm phủ nhận biến đổi khí hậu và phá hoại sự tin tưởng của công chúng vào khoa học khí hậu. Trong câu chuyện bìa tháng 8 năm 2007 của Newsweek về "Sự thật Về Phủ nhận", Sharon Begley đã viết "cỗ máy phủ nhận đang chạy hết tốc lực", và nói rằng "chiến dịch được tài trợ và phối hợp tốt" này bởi các nhà khoa học đi ngược lại trào lưu, các nhà chính sách thị trường tự do, và ngành công nghiệp đã "tạo ra một làn sương mù nghi ngờ làm tê liệt xung quanh biến đổi khí hậu."
Các tác phẩm tham khảo của nhà xã hội học Robert Antonio và Robert Brulle, Wayne A. White đã viết rằng phủ nhận biến đổi khí hậu đã trở thành sự ưu tiên hàng đầu trong một nghị trình rộng hơn chống lại các quy định về môi trường, thứ đang được những người theo chủ nghĩa tân tự do theo đuổi. Ngày nay, chủ nghĩa hoài nghi biến đổi khí hậu được thấy nhiều nhất ở Mỹ, nơi các phương tiện truyền thông đặc tả một cách không cân đối các quan điểm của cộng đồng phủ nhận biến đổi khí hậu. Thêm vào đó, phong trào của những người đi ngược lại trào lưu cũng đã được duy trì bởi sự phát triển của internet, giành được một số sự ủng hộ từ các blogger trên internet, những người dẫn chương trình các cuộc trò chuyện trên radio và những nhà bình luận báo.
Tờ The New York Times và những tờ báo khác đưa tin rằng trong năm 2015 các công ty dầu biết rằng việc đốt dầu và khí có thể gây ra biến đổi khí hậu và sự ấm lên toàn cầu từ những năm 1970, dẫu vậy vẫn tài trợ những người phủ nhận trong nhiều năm. Dana Nuccitelli đã viết trong tờ The Guardian rằng một nhóm nhỏ những người phủ nhận khí hậu đã không còn được tiếp nhận nghiêm túc tại Hội nghị Biến đổi Khí hậu Liên Hợp Quốc năm 2015 trong một thỏa thuận rằng "chúng ta cần ngưng trì hoãn và bắt đầu trở nên nghiêm túc với việc ngăn chặn một cuộc khủng hoảng khí hậu." Tuy nhiên tờ New York Times nói bất kỳ sự thực thi nào cũng đều phải là tự nguyện và sẽ phụ thuộc vào bất kỳ nhà lãnh đạo thế giới tương lai nào—và ứng cử viên nào của đảng Cộng hòa năm 2016 cũng đều đặt câu hỏi hoặc phủ nhận sự khoa học của biến đổi khí hậu.

## Mạng lưới phủ nhận
Một báo cáo của Lầu Năm góc đã chỉ ra rằng những người phủ nhận khí hậu đe dọa như thế nào đến an ninh quốc gia.
Một nghiên cứu từ năm 2015 xác định 4,556 cá nhân với mạng lưới chồng lên nhau liên kết với 164 tổ chức chịu trách nhiệm cho hầu hết các nỗ lực làm giảm tầm quan trọng của mối nguy biến đổi khí hậu tại nước Mỹ.

## Tranh cãi và quan điểm về sự ấm lên toàn cầu

Tồn tại một tranh cãi là sự ấm lên toàn cầu gần đây đã dừng lại. Tuy nhiên, sự bất thường của nhiệt độ trong một tập dữ liệu đã cập nhật của NOAA không cho thấy một bằng chứng nào của một sự gián đoạn gần đây.

Một số nhóm phủ nhận biến đổi khí hậu viện ra rằng CO2 chỉ là một loại khí chiếm tỷ lệ ít trong không khí, và có ảnh hưởng nhỏ lên khí hậu. Sự đồng thuận khoa học, như đã được tóm tắt bởi báo cáo đánh giá thứ tư của IPCC, Bản khảo sát Địa chất Mỹ, và những báo cáo khác, nói rằng hoạt động của con người là nguyên nhân hàng đầu dẫn đến biến đổi khí hậu. Việc đốt nhiên liệu hóa thạch chiếm khoảng 30 tỉ tấn CO2 mỗi năm, nhiều gấp 130 lần số lượng CO2 mà núi lửa sản xuất ra. Một số nhóm khẳng định rằng hơi nước là một khí nhà kính quan trọng hơn, và đã bị bỏ qua trong nhiều mô hình khí hậu. Tuy nhiên, hơi nước đã được đưa vào các mô hình này từ lúc ban đầu khi ngành khí hậu học ra đời trong thế kỷ 19, và đồng thời với việc nó cũng là một khí nhà kính, CO2 vẫn là nguyên nhân chính của việc gia tăng nhiệt độ.
Các nhóm phủ nhận khí hậu cũng có thể tranh cãi rằng sự ấm lên toàn cầu đã ngưng lại gần đây, một sự gián đoạn quá trình ấm lên toàn cầu, hoặc rằng nhiệt độ toàn cầu thực ra đang giảm, dẫn tới hiện tượng mát dần toàn cầu.
Những nhóm này thường chuyển hướng tới sự biến đổi tự nhiên, như là vết đen và tia vũ trụ, để giải thích xu hướng ấm lên toàn cầu. Theo các nhóm này, có những sự biến đổi tự nhiên, thứ sẽ yếu đi theo thời gian, và ảnh hưởng của con người tác động rất ít lên nó. Những yếu tố này vốn đã được tính đến khi phát triển mô hình khí hậu, và sự đồng thuận khoa học là chúng không thể giải thích được xu hướng ấm lên gần đây.
Lý thuyết âm mưu ấm lên toàn cầu đã được thừa nhận, nó cho rằng đồng thuận khoa học viển vông, hoặc rằng các nhà khí hậu học đang hành động dựa trên lợi ích tài chính của riêng họ bằng cách tạo ra những mối lo sợ thái quá về một khí hậu đang biến đổi. Bất kể những email bị rò rỉ trong sự kiện climategate, cũng như những nghiên cứu độc lập, đa quốc gia về vấn đề này, không có bằng chứng nào về một âm mưu như thế đã được đưa ra, và sự đồng thuận mạnh mẽ về mức độ và nguyên nhân của biến đổi khí hậu tồn tại trong các nhà khoa học với vô số các gia cảnh chính trị, xã hội, và đến từ nhiều tổ chức và quốc gia khác nhau. Nhiều nhà nghiên cứu đã kết luận rằng khoảng 97% các nhà khoa học khí hậu đồng ý với sự đồng thuận này. Đồng thời, hầu hết dữ liệu được sử dụng trong khoa học khí hậu có thể được tiếp cận công khai để những nhà nghiên cứu cạnh tranh cũng như công chúng có thể xem và hiểu.
Vào năm 2012, nghiên cứu của Stephan Lewandowsky (sau đó của Đại học Tây Australia) kết luận rằng niềm tin vào các lý thuyết âm mưu khác, như là rằng FBI đã chịu trách nhiệm cho vụ ám sát Martin Luther King, Jr., đã được cho là có liên quan với việc có khả năng chấp nhận phủ nhận khí hậu hơn.
Tài liệu về phủ nhận biến đổi khí hậu thường xuất hiện gợi ý rằng chúng ta nên đợi cho công nghệ trở nên tốt hơn trước khi nói tới biến đổi khí hậu, khi chúng có giá phải chăng hơn và hiệu quả hơn.

### Phân loại phủ nhận biến đổi khí hậu
Vào năm 2004 Stefan Rahmstorf đã miêu tả cách làm thế nào mà các phương tiện truyền thông đưa ra ấn tượng sai lệch rằng biến đổi khí hậu vẫn còn là vấn đề đang tranh cãi trong cộng đồng khoa học, gán ấn tượng này cho nỗ lực PR của những người hoài nghi biến đổi khí hậu. Ông đã xác định những quan điểm khác nhau bị tranh cãi bởi những người hoài nghi khí hậu, thứ ông đã sử dụng như là một sự phân loại của chủ nghĩa hoài nghi biến đổi khí hậu:

1. Những người hoài nghi xu hướng (Trend sceptics - là những người phủ nhận sự tồn tại của hiện tương ấm lên toàn cậu), [và] tranh cãi rằng không có một sự ấm lên của khí hậu nào đáng kể đang diễn ra cả, khẳng định rằng xu hướng ấm lên được đo bởi các trạm khí hậu là một hiện tượng giả do sự đô thị hóa xung quanh các trạm đó ("hiệu ứng đảo nhiệt đô thị").
2. Những người hoài nghi thuộc tính (Attribution sceptics - là những người chấp nhận xu hướng ấm lên toàn cầu nhưng cho rằng điều này được gây ra bởi các nguyên nhân tự nhiên), [và] nghi ngờ rằng hoạt động của con người chịu trách nhiệm cho xu hướng đã quan sát được. Một vài người trong số họ thậm chí còn phủ nhận rằng việc tăng lượng CO2 trong không khí là do con người [trong khí đó số khác lại tranh cãi rằng] lượng CO2 tăng thêm không dẫn tới sự ấm lên có thể thấy rõ được [và] rằng hẳn là có những nguyên nhân—tự nhiên—khác cho việc ấm lên.
3. Những người hoài nghi hậu quả (Impact sceptics - những người nghĩ rằng ấm lên toàn cầu là vô hại hay thậm chí là có lợi).

Phân loại này đã được sử dụng trong khoa học xã hội cho việc phân tích những tài liệu xuất bản, và để phân loại chủ nghĩa hoài nghi biến đổi khí hậu và phủ nhận biến đổi khí hậu.
Trung tâm Quốc gia vè Giáo dục Khoa học mô tả phủ nhận biến đổi khí hậu như là những quan điểm bất đồng tranh cãi trong sự đồng thuận khoa học, một loạt các lập luận liên tiếp từ việc phủ nhận sự xảy ra của biến đổi khí hậu, chấp nhận điều đó nhưng phủ nhận bất cứ sự đóng góp đáng kể nào của con người, chấp nhận hai điều trên nhưng phủ nhận những phát hiện khoa học về việc điều này sẽ ảnh hưởng ra sao tới tự nhiên và xã hội loài người, hoặc chấp nhận tất cả những điều trên nhưng phủ nhận rằng con người có thể làm dịu bớt hoặc giảm nhẹ các vấn đề. James L. Powell cung cấp một danh sách mở rộng hơn, giống như nhà khí tượng học Michael E. Mann trong "sáu giai đoạn của sự phủ nhận", một cái thang trong đó những người phủ nhận có sự chấp nhận các quan điểm được thừa nhận qua thời gian, trong khi rút lui tới một vị trí mà ở đó họ vẫn bác bỏ những sự đồng thuận theo xu hướng:

1. CO2 đang không thực sự tăng lên.
2. Kể cả thế, việc tăng không có ảnh hưởng gì tới khí hậu vì không có một bằng chứng đáng tin cậy nào của việc ấm lên.
3. Kể cả có ấm lên, thì là do các nguyên nhân tự nhiên.
4. Kể cả nếu việc ấm lên không thể giải thích bằng các nguyên nhân tự nhiên, tác động của con người là nhỏ, và tác động của việc phát thải khí nhà kính liên tục là không đáng kể.
5. Kể cả nếu những tác động của con người ở hiện tại và trong một tương lai có thể dự đoán được lên khí hậu Trái đất là đáng kể, sự thay đổi nhìn chúng là tốt cho chúng ta.
6. Kể cả nếu sự thay đổi không tốt cho chúng ta, con người rất giỏi thích nghi với những sự thay đổi; hơn nữa, đã quá muộn để làm điều gì đó về việc này, và/hoặc một cách sửa chữa về mặt kỹ thuật chắc chắn sẽ xuất hiện khi chúng ta thực sự cần nó.

Những nhà bình luận và tạp chí, bao gồm George Monbiot và Ellen Goodman, trong số nhiều người khác, đã mô tả phủ nhận biến đổi khí hậu là một hình thức của chủ nghĩa phủ nhận.
Chủ nghĩa phủ nhận trong văn cảnh này đã được Chris và Mark Hoofnagle định nghĩa là việc sử dụng các thiết bị hùng biện "để tạo ra cuộc tranh luận chính đáng trong khi thực ra chúng không tồn tại, một cách tiếp cận có mục tiêu cuối cùng là phủ nhận lời tuyên bố rằng có tồn tại một sự đồng thuận khoa học." Quá trình này sử dụng một cách đặc trưng một hoặc nhiều các chiến thuật sau đây:
1. Những luận điệu rằng sự đồng thuận khoa học bao gồm cả việc âm mưu làm giả dữ liệu hoặc ngăn chặn sự thật: một lý thuyết âm mưu ấm lên toàn cầu.
2. Các chuyên gia giả, hay các cá nhân với quan điểm mâu thuẫn với kiến thức được chứng minh, đồng thời phỉ báng hoặc cho rằng những chuyên gia chủ đề đã được xuất bản là không quan trọng. Giống những nghi ngờ được tạo ra về hút thuốc và sức khỏe, một vài nhà khoa học đi ngược lại trào lưu phản đối sự đồng thuận khí hậu, một vài trong số họ là cùng một cá nhân.
3. Chọn lọc, ví dụ như những tài liệu không điển hình hoặc thậm chí trở nên lỗi thời mắc lỗi hái anh đào, giống như cách mà vụ tranh luận về vắc-xin MMR chỉ được dựa trên một tài liệu: ví dụ những ý tưởng thiếu tin tưởng về thời kỳ ấm Trung cổ.[121]
4. Yêu cầu những nghiên cứu không thể thực hiện được, tuyên bố rằng bất kỳ sự không chắc chắn nào cũng sẽ khiến lĩnh vực này không có căn cứ hoặc phóng đại sự không chắc chắn trong khi phủ nhận xác suất và các mô hình toán học.
5. Ngụy biện logic.

## Giả khoa học
Nhiều tổ chức khác nhau, bao gồm cả các Trung tâm Quốc gia về Giáo dục Khoa học, đã mô tả phủ nhận biến đổi khí hậu là một hình thức của giả khoa học. Chủ nghĩa hoài nghi biến khí hậu, trong khi trong một số trường hợp tự nhận sẽ tiến hành nghiên cứu về biến đổi khí hậu, đã thay vào đó tập trung vào gây ảnh hưởng lên quan điểm của công chúng, nhà làm luật và các phương tiện truyền thông, thay vì khoa học chính thống.
Trong một nhận xét về cuốn sách The Pseudoscience Wars: Immanuel Velikovsky and the Birth of the Modern Fringe (tạm dịch: Chiến tranh Giả khoa học: Immanuel Velikovsky và Sự ra đời của đường viền hiện đại) của Michael D. Gordin, David Morrison đã viết:
Trong chương cuối của mình, Gordin chuyển sang một giai đoạn mới của giả khoa học, được thực hành bởi chính những nhà khoa học đểu giả. Chủ nghĩa phủ nhận biến đổi khí hậu là một ví dụ hoàn hảo, nơi một nhóm các nhà khoa học, liên minh với cỗ máy PR hiệu quả, đang công khai thách thức đồng thuận khoa học rằng biến đổi khí hậu là có thật và chủ yếu do việc con người tiêu thụ nhiên liệu hóa thạch. Các nhà khoa học đã chứng kiến trong ngỡ ngàng khi các bằng chứng ngày càng trở nên chắc chắn bao nhiêu thì những kẻ phủ nhận lại càng thành công bấy nhiêu trong dư luận và trong đấu trường chính trị. … Ngày nay giả khoa học vẫn đồng hành cùng chúng ta, và vẫn là một thách thức đầy nguy hiểm với khoa học như nó đã từng trong quá khứ.

## Công luận
Công luận về khí hậu thay đổi bị ảnh hưởng đáng kể bởi độ bao phủ của phương tiện truyền thông về sự thay đổi khí hậu, và sự tác động của các chiến dịch phủ nhận biến đổi khí hậu. Những chiến dịch nhằm phá hoại sự tin tưởng của công chúng trong khoa học khí hậu đã làm giảm lòng tin của công chúng vào biến đổi khí hậu, điều đó ngược lại đã tác động tới những nỗ lực làm luật nhằm hạn chế việc phát thải CO2.
Các phương tiện truyền thông phổ biến ở Mỹ chú ý nhiều đến sự chủ nghĩa hoài nghi biến đổi khí hậu hơn là cộng đồng khoa học nói chung, và mức độ đồng thuận bên trong cộng đồng khoa học vẫn chưa được truyền đạt chính xác. Trong một số trường hợp, thị trường tin tức đã cho phép những người hoài nghi biến đổi khí hậu giải thích về khoa học của biến đổi khí hậu thay vì các nhà chuyên gia trong lĩnh vực khí hậu học. Độ bao phủ của truyền thông Mỹ và Anh khác với ở các quốc gia khác, nơi việc đưa tin nhất quán với các tài liệu khoa học hơn. Một vài nhà báo quy sự khác biệt cho cách phủ nhận biến đổi khí hậu được lan truyền, chủ yếu là ở Mỹ, bởi việc những tổ chức chuyên về kinh doanh sử dụng các chiến thuật đã từng được sử dụng trước đây bởi hành lang thuốc lá Mỹ. Tại Pháp, Mỹ và Anh, quan điểm của những người hoài nghi biến đổi khí hậu xuất hiện thường xuyên trên các hãng tin tức bảo thủ hơn là những tin tức khác, và trong nhiều trường hợp, những ý kiến đó bị bỏ không tranh cãi.
Các nỗ lực của Al Gore và các chiến dịch môi trường khác đã tập trung vào những ảnh hưởng của sự ấm lên toàn cầu và đã tìm được cách để nâng cao nhận thức và sự quan tâm, nhưng bất chấp những nỗ lực, số người Mỹ tin rằng con người là nguyên nhân của sự ấm lên toàn cầu đang giữ ổn định ở mức 61% trong năm 2007, và những người tin rằng các phương tiện truyền thông phổ biến đang nói nhẹ các vấn đề này đi rơi vào khoảng 35%. Một cuộc thăm dò từ năm 2015 cho thấy rằng, trong khi người Mỹ đang ngày càng nhận thức hơn được sự nguy hiểm và những hệ quả mà biến đổi khí hậu sẽ mang lại cho thế hệ tương lai, phần lớn lại không lo lắng về nó.
Một nghiên cứu đã đánh giá nhận thức của công chúng và các hành động về biến đổi khí hậu, trên nền tảng các hệ thống đức tin, và đã xác định được bảy rào cản tâm lý ảnh hưởng đến các hành vi mà nếu không sẽ tạo điều kiện cho sự giảm nhẹ, sự thích nghi, và trách nhiệm quản lý môi trường. Các tác giả tìm thấy các hàng rào sau: nhận thức, thế giới quan tư tưởng, so sánh với những người quan trọng, chi phí và động lực, sự mất lòng tin đối với các chuyên gia và chính quyền, rủi ro có thể cảm nhận được khi thay đổi, và thay đổi hành vi không đủ.

## Vận động hành lang
Nỗ lực để vận động chống lại quy định về môi trường đã bao gồm chiến dịch để tạo ra nghi ngờ về khoa học đằng sau sự biến đổi khí hậu, và để che giấu sự đồng thuận và các dữ liệu khoa học. Những nỗ lực này đã làm suy yếu lòng tin của công chúng đối với khoa học khí hậu, và ảnh hưởng tới vận động hành lang về biến đổi khí hậu.
Tổ chức vận động chính trị FreedomWorks và Americans for Prosperity, được tài trợ bởi anh em David và Charles Koch của Koch Industries, đóng vai trò quan trọng trong việc hỗ trợ Phong trào tiệc trà và khuyến khích phong trào này tập trung vào biến đổi khí hậu. Những tổ chức bảo thủ khác như Heritage Foundation, Marshall Institute, Cato Institute và American Enterprise Institute là những người tham gia đáng kể vào các nỗ lực vận động hành lang này nhằm tìm cách ngăn chặn hay loại bỏ các quy định về môi trường.
Phương pháp tiếp cận nhằm làm giảm tầm quan trọng của biến đổi khí hậu đã được bắt chước từ các nhà vận động hành lang thuốc lá; bỏ qua các bằng chứng kết nối thuốc lá với bệnh ung thư phổi, để ngăn chặn hoặc làm chậm trễ việc đưa ra các đạo luật. Các nhà vận động hành lang đã cố gắng để làm mất uy tín các nghiên cứu khoa học bằng cách tạo ra nghi ngờ và cách thao túng các cuộc tranh luận. Họ tìm cách làm mất uy tín các nhà khoa học có liên quan, gây ra tranh cãi đối với những phát hiện của họ, và để tạo ra và duy trì một cuộc tranh cãi rõ ràng bằng cách tích cực ủng hộ các tuyên bố mâu thuẫn với các nghiên cứu khoa học. ""Nghi ngờ là sản phẩm của chúng tôi," một memo công nghiệp năm 1969 giờ đã mang tiếng xấu khoe khoang. Nghi ngờ sẽ che chắn các ngành công nghiệp thuốc lá khỏi việc kiện tụng và các đạo luật trong vòng thập kỷ tới." Vào năm 2006, George Monbiot đã viết tại tờ The Guardian về sự tương đồng giữa các phương pháp của các nhóm được tài trợ bởi Exxon, và các phương pháp của gã khổng lồ trong ngành công nghiệp thuốc lá Philip Morris, bao gồm cả các cuộc tấn công trực tiếp vào khoa học được bình duyệt, và những cố gắng để các cuộc tranh luận trong công chúng và những nghi ngờ.
Cựu chủ tịch Viện Hàn lâm Khoa học Quốc gia Hoa Kỳ Frederick Seitz, người mà dựa theo một bài báo viết bởi Mark Hertsgaard tại tờ Vanity Fair, kiếm được khoảng 585.000 USD vào thập niên 70 và 80 thế kỷ trước trong vai trò cố vấn cho Công ty Thuốc lá R.J. Reynolds, đã tới các nhóm chủ trì như Science and Environmental Policy Project và George C. Marshall Institute bị nghi là đã cố gắng để làm "giảm nhẹ" tầm quan trọng của ấm lên toàn cầu. Seitz tuyên bố trong thập niên 80 rằng "Ấm lên toàn cầu là một vấn đề chính trị hơn là một vấn đề về khí hậu." Seitz là tác giả của Oregon Petition, một tài liệu được xuất bản đồng thời bởi Marshall Institute và Oregon Institute of Science and Medicine nhằm phản đối Nghị định thư Kyoto. Đơn thỉnh cầu nói trên và "Đánh giá Nghiên cứu Bằng chứng Ấm lên Toàn cầu" đi kèm tuyên bố rằng:

Giới hạn về khí nhà kính được đề xuất sẽ làm tổn hại đến môi trường, ngăn cản sự tiến bộ của khoa học và công nghệ, và gây thiệt hại tới sức khỏe và phúc lợi của nhân loại. Không có bằng chứng khoa học thuyết phục nào chứng minh rằng việc con người phát thải khí carbon dioxide, methane hoặc khí nhà kính khác đang gây ra hoặc sẽ, trong một tương lai có thể thấy trước, gây ra sự ấm lên thảm khốc của khí quyển Trái đất và sự rối loạn của khí hậu Trái đất. ... Chúng ta đang sống trong một môi trường cây cối và động vật ngày càng tươi tốt, đó là kết quả của sự tăng khí carbon dioxide. Con em chúng ta sẽ được thụ hưởng một Trái đất với nhiều cây cối và động vật sống hơn nhiều so với những gì mà giờ chúng ta được ban tặng. Đây là một món quà tuyệt vời và bất ngờ từ cuộc Cách mạng Công nghiệp.
George Monbiot đã viết ở tờ The Guardian rằng thỉnh cầu này, thứ ông chỉ trích là kiến nghị này, mà ông chỉ trích là làm mê muội và bị trói chặt với tài trợ công nghiệp, "đã được trích dẫn bởi hầu hết tất cả các nhà báo tuyên bố rằng biến đổi khí hậu là một chuyện hoang đường." Nỗ lực của các tổ chức phủ nhận biến đổi khí hậu đóng một vai trò quan trọng trong việc Mỹ rút khỏi Nghị định thư Kyoto.
Monbiot đã viết về một tổ chức khác được thành lập bởi vận động hành lang thuốc lá, The Advancement of Sound Science Coalition (TASSC), tổ chức này hiện tại vận động chống lại các biện pháp để chiến đối với sự ấm lên toàn cầu. Một lần nữa trong sự cố gắng để tạo ra vẻ ngoài của một cuộc vận động của dân thường chống lại "nỗi sợ vô căn cứ" và "quá tải đạo luật," Monbiot nói rằng TASSC "đã gây nhiều thiệt hại cho các chiến dịch ngăn chặn [biến đổi khí hậu] hơn bất kỳ tổ chức nào khác."
Nhà xã hội học môi trường Đại học Drexel Robert Brulle phân tích các tài trợ của 91 tổ chức phản đối giới hạn phát thải khí carbon, mà ông gọi là "phản phong trào biến đổi khí hậu." Từ năm 2003 đến 2013, các quỹ khuyến khích tài trợ Donors Trust và Donors Capital Fund khi kết hợp lại trở thành những nhà tài trợ lớn nhất, chịu trách nhiệm cho khoảng 1 phần 4 tổng số vốn tài trợ, và American Enterprise Institute là người nhận lớn nhất, 16% trong tổng số tài trợ. Nghiên cứu cũng thấy rằng số tiền quyên góp cho các tổ chức này thông qua các tổ chức mà không thể truy nguyên nguồn tài trợ đã tăng lên.

### Lĩnh vực tư
Một số công ty lớn trong ngành công nghiệp nhiên liệu hóa thạch cung cấp một nguồn tài trợ quan trọng cho các nỗ lực đánh lạc hướng công chúng về sự đáng tin cậy của khoa học khí hậu. ExxonMobil và Koch family foundations đã được xác định là những nhà tài trợ có ảnh hưởng đặc biệt tới chủ nghĩa phản đối biến đổi khí hậu.
Sau khi IPCC công bố bản báo cáo vào tháng 2 năm 2007 của mình, American Enterprise Institute đề nghị tặng các nhà khoa học Anh, Mỹ và các quốc gia khác 10.000$, cộng thêm chi phí đi lại để xuất bản các bài báo đánh giá quan trọng. Viện nói trên đã nhận được hơn 1.6 triệu đô la Mỹ từ Exxon, và phó chủ tịch của nó là cựu lãnh đạo của Exxon Lee Raymond. Raymond đã gửi những bức thư trong đó khẳng định báo cáo của IPCC không được "hỗ trợ bởi các công tác phân tích." Hơn 20 nhân viên AEI làm việc với tư cách là cố vấn cho chính phủ của George W. Bush. Bất chấp lòng tin ban đầu rằng việc phủ nhận biến đổi khí hậu rồi sẽ dịu đi theo thời gian, Thượng nghị sĩ Barbara Boxer nói rằng khi bà biết được đề nghị của AEI, bà "đã nhận ra rằng có một phong trào ở đằng sau việc này và nó sẽ không bỏ cuộc."
Hội Hoàng gia Luân Đôn tiến hành một cuộc điều tra, thứ đã phát hiện ra rằng ExxonMobil đã trao 2,9 triệu USD cho các tổ chức tại Mỹ đã "cung cấp thông tin sai cho công chúng về biến đổi khí hậu", 39 trong số đó "đã xuyên tạc khoa học biến đổi khí hậu bằng việc phủ nhận thẳng thừng các bằng chứng". Vào năm 2006, Hội hoàng gia đã đưa ra yêu cầu ExxonMobil rút tiền tài trợ cho phủ nhận biến đổi khí hậu. Lá thư đã bị chỉ trích, đặc biệt là từ Timothy Ball người tranh luận rằng xã hội đã cố gắng để "chính trị hóa việc tài trợ khoa học và cắt xén cuộc tranh luận khoa học."
ExxonMobil phủ nhận việc công tin này đã cố làm lạc lối công chúng về ấm lên toàn cầu. Phát ngôn viên Gantt Walton nói rằng việc tài trợ các nghiên cứu của ExxonMobil không có nghĩa rằng hoạt động của công ty này ảnh hưởng tới nghiên cứu đó, và rằng ExxonMobil ủng hộ việc hành đông nhằm kiềm chế việc phát thải khí nhà kính. Các nghiên cứu được thực hiện tại một archival collection của Exxon tại Đại học Texas và các cuộc phỏng vấn những cựu nhân viên của các nhà báo đã chỉ ra rằng các ý kiến khoa học bên trong công ty và những gì công ty tỏ ra với công chúng về biến đổi khí hậu là mâu thuẫn.
Từ năm 1989 đến 2002, Liên minh Biến đổi Khí hậu, một tổ chức gồm chủ yếu các doanh nhân người Mỹ, sử dụng vận động hành lang liên tục và những chiến lược PR để phản đối các hành động giảm phát thải khí nhà kính và chiến đấu chống lại Nghị định thư Kyoto. Liên minh này được tài trợ bởi các tập đoàn và các tổ chức thương mại lớn từ ngành công nghiệp dầu, than và tự đông. Tờ New York Times đưa tin rằng "kể cả khi liên minh này tìm cách làm lung lay ý kiến [hướng tới sự hoài nghi], các chuyên gia khoa học và kỹ thuật của chính nó đang khuyên rằng khoa học ủng hộ vai trò của khí nhà kính trong ấm lên toàn cầu không thể bị bác bỏ được." Vào năm 2000, Công ty Mô-tô Ford là các công ty đầu tiên rời khỏi liên minh như là một kết quả của áp lực từ các nhà hoạt động vì môi trường, theo sau bởi Daimler-Chrysler, Texaco, Southern Company và General Motors sau đó đã rời khỏi liên minh. Tổ chức này đóng cửa vào năm 2002.
Vào đầu năm 2015, một vài bản tin truyền thông nổi lên nói rằng Willie Soon, một nhà khoa học nổi tiếng trong cộng đồng những người phủ nhận biến đổi khí hậu, đã thất bại trong việc vạch trần những xung đột về lợi ích trong ít nhất 11 bài báo khoa học được xuất bản kể từ năm 2008. Chúng đưa tin rằng ông đã nhận được tổng cộng 1,25 triệu USD từ ExxonMobil, Southern Company, the American Petroleum Institute và một tổ chức được điều hành bởi anh em nhà Koch. Charles R. Alcock, giám đốc của Trung tâm Vật lý thiên văn Harvard–Smithsonian, nơi ông Soon làm việc, nói rằng việc cho phép các nhà tài trợ cho công trình của ông Soon để ngăn cấm việc vạch trần các nguồn tài trợ là một sai lầm, điều này sẽ không được cho phép trong những hợp đồng trợ cấp tương lai.

### Lĩnh vực công
Vào năm 1994, theo một bản tin bị rò rỉ, chiến lược gia của Đảng Cộng hòa Frank Luntz đã khuyên các thành viên của Đảng Cộng hòa, về vấn đề biến đổi khí hậu, rằng "bạn cần phải tiếp tục biến sự thiếu chắc chắn của khoa học thành một vấn đề chính" và "hãy thách thức khoa học" bằng cách "tuyển dụng các chuyên gia những người có cảm tình với quan điểm của bạn." Vào năm 2006, Luntz nói rằng ông vẫn tin tưởng rằng "vào [hồi] năm '97, '98, khoa học vẫn chưa chắc chắn", nhưng bây giờ ông đồng ý với sự đồng thuận khoa học.
Trong năm 2005, tờ New York Times đưa tin rằng Philip Cooney, nhà cựu vận động hành lang về nhiên liệu hóa thạch và "lãnh đạo đội khí hậu" tại Viện Dầu khí Mỹ và tham mưu trưởng của Hội đồng về Chất lương Môi trường của Tổng thống Bush, đã "nhiều lần sửa đổi những báo cáo về khí hậu của chính phủ theo hướng làm giảm tầm quan trọng của mối liên hệ giữa việc phát thải và hiện tượng ấm lên toàn cầu, theo như những tài liệu nội bộ." Sharon Begley đưa tin trên tờ Newsweek rằng Cooney "đã chỉnh sửa một báo cáo năm 2002 về khoa học khí hậu bằng cách reo rắc vào nó những cụm từ như là "thiếu hiểu biết" và "không chắc chắn một cách đáng kể". Cooney theo như đưa tin đã loại bỏ hẳn một mục về khí hậu trong một báo cáo, về việc đó một nhà vận động hành lang khác đã gửi fax cho ông rằng "Ông làm tốt lắm." Cooney tuyên bố từ chức hai ngày sau khi câu chuyện ông ta giả mạo và sửa chữa các báo cáo khoa học bị vỡ lở, nhưng một vài ngày sau, có thông báo rằng Cooney sẽ có một vị trí tại ExxonMobil.
Trong năm 2015, nhà hoạt động vì môi trường Bill McKibben đã buộc tội Tổng thống Obama là "Nhà phủ nhận Biến đổi Khí hậu Thảm họa", vì ông đã chấp nhận cho phép khoan dầu ngoài khơi Alaska. Theo McKibben, ngài Tổng thống cũng đã "mở một con đường cỏ đã phạt rộng lớn của Lưu vực sông Powder để khai thác than mới." McKibben gọi  việc này là "phủ nhận khí hậu thuộc loại nguyên trạng", trong đó Tổng thống phủ nhận "ý nghĩa của khoa học, tức là chúng ta phải giữ carbon lại dưới lòng đất." 

### Trường học
Theo các tài liệu bị rò rỉ trong tháng 2 năm 2012, Viện Heartland đang phát triển một chương trình học để sử dụng trong trường học, chương trình này trình bày biến đổi khí hậu là một cuộc tranh luận khoa học.

## Tác động
Sự không chắc chắn được tạo ra đối với biến đổi khí hậu, chiến lược cơ bản của những nhà phủ nhận biến đổi khí hậu, đã tỏ ra rất hiệu quả, chủ yếu ở Mỹ. Nó đã góp phần vào mức độ quan tâm thấp của công chúng và vào sự không hành động của các chính phủ trên toàn cầu. Một cuộc thăm dò Angus Reid vào năm 2010 cho thấy rằng chủ nghĩa hoài nghi quá trình ấm lên toàn cầu ở Hoa Kỳ, Canada và Anh đã tăng. Có thể có nhiều nguyên nhân cho xu hướng này, bao gồm việc tập trung vào kinh tế hơn là các vấn đề môi trường, và một nhận thức tiêu cực của Liên Hợp Quốc và vai trò của tổ chức này trong việc thảo luận về biến đổi khí hậu.
Một nguyên nhân khác có thể là sự mệt mỏi khi tiếp xúc quá nhiều với chủ đề này: một cuộc thăm dò thứ hai chỉ ra rằng công chúng có lẽ đã bị làm chán nản bởi sự cực đoan khi bàn luận về vấn đề này, trong khi những cuộc thăm dò khác cho thấy 54% cử tri Mỹ tin rằng "các phương tiện truyền thông làm cho hiện tượng ấm lên toàn cầu trở nên tồi tệ hơn thực tế." Một cuộc thăm dò năm 2009 về việc liệu "một số các nhà khoa học đã làm sai lệch dữ liệu nghiên cứu để hỗ trợ lý thuyết và niềm tin của họ về sự ấm lên toàn cầu" hay không đã cho thấy rằng 59% người Mỹ tin rằng nó "ít nhất là phần nào đó có khả năng", với 35% tin nó "rất có khả năng".

Theo Tim Wirth, "Họ bắt chước những gì họ đã làm theo ngành công nghiệp thuốc lá. […] Cả hai đều tính toán, gieo xuống đủ sự nghi ngờ, gọi khoa học là không chắc chắn và đang tranh cãi. Điều đó có tác động to lớn tới cả công chúng lẫn Nghị viện." Cách tiếp cận này đã được lan truyền bởi truyền thông Mỹ, đưa ra một sự cân bằng sai lầm giữa khoa học khí hậu và những người hoài nghi khí hậu. Tờ Newsweek đưa tin rằng hầu hết châu Âu và Nhật Bản chấp nhận sự đồng thuận của khoa học biến đổi khí hậu, nhưng chỉ một phần ba người Mỹ cho rằng hoạt động của con người đóng một vai trò chủ yếu trong biến đổi khí hậu vào năm 2006, 64% tin rằng các nhà khoa học bất đồng về vấn đề đó "nhiều". Một cuộc thăm dò trên tờ Newsweek vào năm 2007 phát hiện ra rằng những con số này đang giảm, mặc dù đa số người Mỹ vẫn tin rằng các nhà khoa học không chắc chắn về biến đổi khí hậu và nguyên nhân của nó. Rush Holt viết một đoạn cho tờ Science, đồng thời cũng xuất hiện trên tờ Newsweek:
…trong hơn hai thập kỷ qua các nhà khoa học đã đưa ra những cảnh báo rằng việc phát thải khí nhà kính, chủ yếu là carbon dioxide (CO2), hầu như chắc chắn sẽ làm thay đổi khí hậu của Trái đất theo những cách mà sẽ tốn kém mà thậm chí là chí tử. Công chúng Mỹ mở ví và mua những chiếc ô tô lớn hơn. Các phát biểu của American Association for the Advancement of Science, American Geophysical Union, American Meteorological Society, Intergovernmental Panel on Climate Change, và những tổ chức khác đã nhấn mạnh những cảnh báo này và kêu gọi những chính sách của chính phủ mới để đương đầu với thống kê gây nhiễu, những cái nhún vai, những lời nói rằng có quá nhiều nghi ngờ trong cộng đồng các nhà khoa học, và không làm gì cả.

Những sự cố gắng chủ tâm của Western Fuels Association "nhằm làm dư luận mơ hồ" đã thành công với mục tiêu của mình. Điều này đã được "làm trầm trọng thêm bởi sự đối xử của truyền thông đối với vấn đề khí hậu". Theo một cuộc thăm dò Pew vào năm 2012, 57% dư luận Mỹ không biết, hoặc phủ nhận thẳng thừng, đồng thuận khoa học về biến đổi khí hậu. Một vài tổ chức khuyến khích phủ nhận biến đổi khí hậu đã khẳng định rằng các nhà khoa học đang ngày càng phủ nhận biến đổi khí hậu, nhưng quan điểm này hoàn toàn mâu thuẫn bởi nghiên cứu đã chỉ ra rằng 97% các tài liệu đã xuất bản tán thành với sự đồng thuận khoa học, và rằng phần trăm này đang tăng lên theo thời gian.
Năm 2016, Aaron McCright tranh cãi rằng chống chủ nghĩa vì môi trường—và cụ thể là phủ nhận biến đổi khí hậu—đã mở rộng tại nước Mỹ tới mức giờ nó đã trở thành "giáo lý trung tâm của các cá nhân trong giới bảo thủ và thành viên Đảng Cộng hòa."
Mặt khác, các công ty dầu khí toàn cầu đã bắt đầu thừa nhận rằng biến đổi khí hậu là có tồn tại và nguy cơ của nó.